# Станції Юматово
Станції Юма́тово (рос. Станции Юматово, башк. Йоматау станцияһы) — село (у минулому селище) у складі Уфимського району Башкортостану, Росія. Входить до складу Юматовської сільської ради.
Населення — 688 осіб (2010; 539 в 2002).
Національний склад:
- росіяни — 67 %

У радянські часи село називалось селище Юматово.